# IDS Scheer Consulting
Die IDS Scheer Consulting GmbH war ein Saarbrücker Beratungshaus mit Schwerpunkt Geschäftsprozessmanagement und SAP-Beratung. Das Unternehmen ging im März 2015 in die Scheer GmbH ein.

## Entwicklung

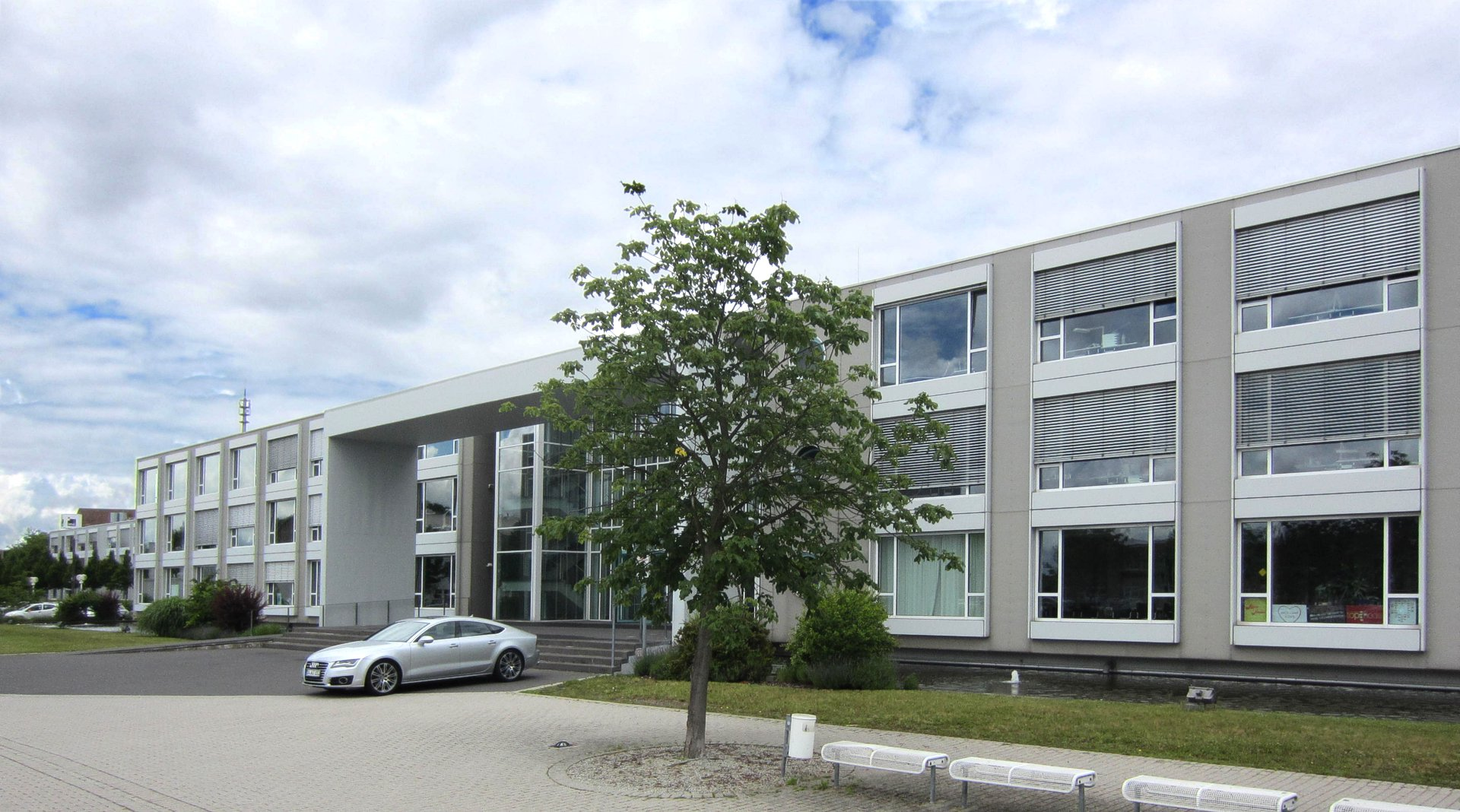
Ehemaliger Hauptsitz in Saarbrücken

### Aufbau
IDS Scheer wurde 1984 von August-Wilhelm Scheer als Spin-off des Instituts für Wirtschaftsinformatik der Universität des Saarlandes gegründet und betreute über 7.500 Kunden in über siebzig Ländern mit eigenen Niederlassungen bzw. Partnern. Die ARIS-Architektur, ein von Scheer entwickeltes, umfassendes Rahmenwerk für das Geschäftsprozessmanagement, stellte die Grundlage auch der Beratungs-Angebote dar.
Das Unternehmen gliederte sich bis 2009 in die Geschäftsbereiche ARIS-Produkte, Beratung und externe Produkte. Die Abkürzung IDS stand für Integrierte Datenverarbeitungs Systeme. Zu den Aufgabengebieten zählten neben der ARIS-Plattform die Bereiche SAP, Business Intelligence, Service Oriented Architecture, Governance, Risk und Compliance Management sowie Supply-Chain-Management. Seit 2005 war zudem der Geschäftsbereich Managed Services mit 110 Mitarbeitern am Standort Freiburg aktiv.
IDS Scheer war bis 2009 Deutschlands drittgrößter Softwarehersteller, hinter der SAP und der Software AG. In Deutschland zählte das Unternehmen zu den Top 10 IT-Dienstleistern; in Mittel- und Osteuropa gehörte es zu den Marktführern. Bis Oktober 2009 war es an der Frankfurter Börse im TecDAX gelistet und gehörte zu den 110 Top-Börsenwerten, auch als DAX110 bekannt.

### Software AG
Am 13. Juli 2009 gab die Software AG ein freiwilliges öffentliches Übernahmeangebot für IDS Scheer Consulting ab. Im Dezember 2009 hielt die Software AG bereits neunzig Prozent der Aktien und schloss nun einen Beherrschungs- und Gewinnabführungsvertrag mit der IDS Scheer.
Im Mai 2010 hielt die Software AG über deren Tochtergesellschaft SAG Beteiligungs-GmbH 91,22 Prozent der Anteile, während 8,78 Prozent im Streubesitz verblieben. Am 21. Dezember 2010 wurde die IDS Scheer vollständig mit der Software AG verschmolzen.
Die IDS Scheer Consulting GmbH war in diese Phase Teil des Geschäftsbereichs Consulting und Services der Software AG, während die ARIS-Palette in den Geschäftsbereich Business Process Excellence (BPE) übernommen wurde.

### Sanierung und Rückkehr zu Scheer
Am 1. April 2014 wurde der Erwerb der IDS Scheer Consulting GmbH durch die Scheer Group GmbH bekannt gegeben. Der Gründer August-Wilhelm Scheer kaufte damit den Beratungs-Teil seines Unternehmens zurück. Am 26. September 2014 wurde bekannt, dass die IDS Scheer Consulting in einem Schutzschirmverfahren saniert werde. Dieses Verfahren stellte eine Neuheit im Insolvenzrecht dar, die erst 2012 eingeführt wurde, dem amerikanischen Chapter 11 ähnelt und die Sanierung bei Vermeidung einer dauerhaften Insolvenz erleichtern soll. Scheer begründete den "harten Sanierungsschritt" mit der "katastrophalen Lage des Unternehmens".
Bei IDS Scheer Consulting wurden im Zuge der Sanierung bis Januar 2015 einhundert der zuletzt noch vierhundert Arbeitsplätze abgebaut.
Im März 2015 wurde die Verschmelzung der bestehenden Scheer Management GmbH mit der IDS Scheer Consulting zur Scheer GmbH bekannt gegeben.